# Anzin-Saint-Aubin
Anzin-Saint-Aubin är en kommun i departementet Pas-de-Calais i regionen Hauts-de-France i norra Frankrike. Kommunen ligger i kantonen Dainville som tillhör arrondissementet Arras. År 2022 hade Anzin-Saint-Aubin 2 833 invånare.

## Befolkningsutveckling
Antalet invånare i kommunen Anzin-Saint-Aubin
| Referens: INSEE |